# Padre Las Casas, Chile
Padre las Casas este un oraș și comună din provincia Cautín, regiunea La Araucanía, Chile, cu o populație de 58.795 locuitori (2012) și o suprafață de 400,7 km2.